# Bàssora
Bàssora (variants més corrents Bàsora, Basra, al-Basra, al-Basrah, Basorah, Balsora, Balsara, Bassora, Basora; àrab: البصرة, al-Baṣra) és una ciutat d'Iraq al Shatt al-Arab a 420 km al sud-sud-est de Bagdad i a 55 km de les aigües del golf Pèrsic. Es divideix en Bàssora la Vella (fundada el 638) i Bàssora la Nova (del segle xviii), prop de l'antiga al-Ubulla. És capital de la província homònima.
Té una població d'1.880.100 habitants (2003). És el principal port d'Iraq i disposa també d'un aeroport internacional. La regió té nombrosos pous de petroli i indústries relacionades, i també és fèrtil per a cultius agrícoles; produeix arròs, moresc, civada, blat, dàtils (de gran qualitat) i altres. La refineria local té una capacitat de 140.000 barrils al dia (22.300 m3).
La població és de majoria xiïta imamita, però un 35% de la població abans de la guerra era sunnita, percentatge reduït vers el 2005 al 10%. Hi viuen també cristians i els últims mandeus. La ciutat està creuada per una xarxa de canals, raó per la qual se l'ha anomenat, de vegades, la Venècia d'Orient Mitjà.

## Història

### Fundació

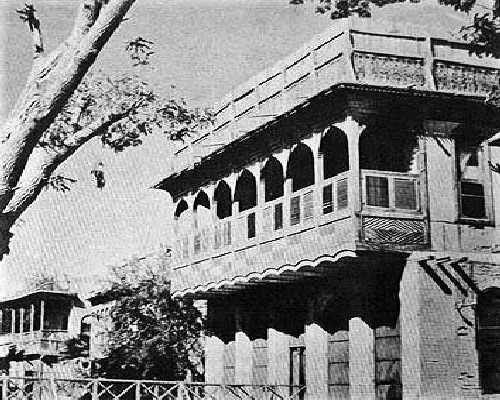
Shanasheel a la part vella de la ciutat, 1954

Es creu que fou construïda al lloc de l'antiga Diriditis (Teredon) i de la vila persa anomenada Vahishtabadh Ardasher. Els àrabs hi van arribar el 635 i hi van establir un campament anomenat al-Khurayba (Petita Ruïna). Utba ibn Ghazwan va escollir aquest lloc per fundar un campament militar que fou l'origen de la ciutat, seguint ordes d'Umar ibn al-Khattab. El nom al-Basra fou escollit segurament per les característiques del terreny (Mirador) o pel nom persa Bas-rah (on s'ajunten els camins). El campament fou atacat per quatre mil genets sassànides, que foren derrotats a la batalla de Bàssora. Les primeres cabanes foren de fusta i branques, i fins al temps de Ziyad ben Abi Sufyan, quan es van fer les primeres cases de maons; es va construir també una gran mesquita i la residència del governador.

### Omeies i abbàssides
El primer governador fou Abu-Mussa al-Aixarí (639), conqueridor del Khuzestan (639-642), que després va ajudar Uthman ibn Abu al-As en la seva lluita a l'Iran. El 650 el califa Uthman ibn Affan va reorganitzar la frontera i va nomenar Abd Allah ibn Amir com a governador de Bàssora, amb jurisdicció sobre les expedicions de conquesta cap al sud de Pèrsia. A la mort d'Uthman, la ciutat va refusar reconèixer Alí ibn Abi Tàlib i va donar suport a az-Zubayr ibn al-Awwam, Àïxa bint Abi Bakr i Talha ibn Ubayd-Al·lah. Derrotats aquests a la batalla del Camell, Alí va nomenar com a governador Uthman ibn Hanif, i després Abd-Al·lah ibn Abbàs, que va governar fins al 661. Llavors van començar una sèrie de governadors omeies. El primer, Abd Allah, és un destacat general que va imposar tribut a Kabul, però fou un mal governant de la ciutat. El va seguir (664) Ziyad ibn Abihi, que fou famós per les seves mesures draconianes per establir l'ordre. Va dividir la ciutat en cinc circumscripcions tribals (khums, plural akhmas): Ahl al-Aliya originaris d'Hedjaz, Tamim, Bakr ben Wail, Abd al-Kays i Azd; aquestes circumscripcions van formar la base de l'aristocràcia militar local que va absorbir com a mawles (clients conversos) o esclaus, la població indígena o resident; va conservar el govern fins al 673, quan va morir, i va ocupar el seu lloc el seu fill Ubayd-Al·lah ibn Ziyad. El 680 va enfrontar la popularitat de l'alida al-Hussayn ibn Alí, que va fugir a temps, però el seu cosí Múslim ibn Aqil ibn Abi-Tàlib fou detingut i executat.
El 684 Abd-Al·lah ibn az-Zubayr fou proclamat califa a la Meca i Medina. La població va fer fugir Ubayd-Al·lah ibn Ziyad, que es va refugiar amb el governador provisional Massud al-Azdí (Massud ibn Amr al-Atakí), i va proclamar governador Abd-Al·lah ibn al-Hàrith, partidari d'Ibn az-Zubayr i un moviment d'al-Azdí en favor d'Ubayd-Al·lah va fracassar mercès a l'actuació dels kharigites que el van matar. Abd-Al·lah ibn al-Hàrith va passar el seu temps en lluites contra el kharigita Nafi ibn al-Àzrak al-Hanafí al-Handhalí. Ibn az-Zubayr va enviar com a governador Úmar ibn Ubayd-Al·lah ibn Mamar, que igualment va combatre contra el cap kharigita azraquita i finalment fou substituït per Mússab ibn az-Zubayr, germà del califa. El 686 la rebel·lió d'al-Mukhtar ibn Abi-Ubayd ath-Thaqafí a Kufa va acabar amb Ubayd-Al·lah ibn Ziyad, que va morir prop de Mossul, però Musab el va derrotar el 687 amb l'ajut dels habitants de Kufa desterrats per Mukhtar.
Abd-al-Màlik ibn Marwan (califa 685–705) va conquerir Basra el 691 i va nomenar governador al-Hajjaj, i la ciutat li va romandre lleial durant el motí d'Ibn al-Àixath el 701. Al-Hajjaj va morir el 714. Després del 720, la ciutat no va donar suport a la revolta de Yazid ibn al-Muhàl·lab contra el califa Yazid II ibn Abd-al-Màlik (720–724). El 749 estava en mans dels abbàssides.
El gran problema de la ciutat era l'aigua que els habitants havien d'anar a buscar al riu Tigris, tot i que s'havien posat en servei alguns canals i s'havia utilitzat el llit de l'antic Pallacopas per construir un port fluvial. Això, junt amb alguns factors polítics i econòmics, va impedir el desenvolupament de la ciutat, situació que no es va modificar fins a la fundació de [Bagdad].
Sota els abbàssides es van construir els murs (rodejats d'una rasa) el 771/772. La ciutat va esdevenir un centre cultural i fou lloc de naixement de Ibn al-Haytham, el literat al-Jahiz, i el místic sufita Rabia Basri.

### Barídides, buwàyhides i mazyàdides
Al segle ix Bàssora va haver d'enfrontar algunes revoltes, la primera fou la dels indis zott, que van fer regnar el terror a la regió del 820 al 835. Després els zandj, esclaus negres que, sota la direcció d'Ali bin Muhammad, conegut com a Sahib al-Zanji, van arribar a ocupar Bàssora i la van saquejar (871). Al segle x el perill eren els càrmates, que també la van saquejar el 923. Fou poc després que va caure en mans dels barídides o Banu l-Baridi (vers 937-947) i d'aquests va passar als buwàyhides (947). Al segle següent va caure en mans dels mazyàdides de la Batiha sota els quals va prosperar durant un temps. Els seljúcides la van dominar el 1060.

### Seljúcides
Al final del segle xi, la seva muralla fou destruïda i se'n va construir una de nova per l'interior el 1142/1143, fet que demostra que la ciutat havia reduït la seva superfície, prova de decadència. Els Banu l-Muntafik, àrabs nòmades de la regió, hi van fer diversos atacs. Imad ad-Din Zengi va rebre Bàssora en feu el 1122; la ciutat es va revoltar però Zengi va sufocar la rebel·lió; la regió de Bàssora va quedar en els territoris del sultanat seljúcida i els dominis del califa abbàssida, i dels amirs al servei dels abbàssides després.

### Mongols, Il-kans, djalàyarides i ak koyunlu
Els mongols van saquejar la ciutat el 1258, tot i que segurament la ciutat va capitular. Fou inclosa en els dominis de l'Il-khan, imperi del que fou la província més llunyana i com altres, pèssimament administrada. Ibn Battuta la va visitar el 1327 i la va trobar en part en ruïnes. La ciutat conservava la gran mesquita i altres edificis però tenia tendència a desplaçar la seva posició cap a un altre emplaçament a uns 20 km al lloc on llavors hi havia al-Ubulla; aquest moviment, de moment limitat a la població, era degut en gran part al fet que els canals s'havien deteriorat i també a motius de seguretat. Sota els djalayàrides (1340 a 1411) i els ak koyunlu (1411 i fins a 1508) la ciutat va declinar en tots els aspectes.

### Safàvides
El 1508 la ciutat va caure en mans d'Ismail I, el xa safàvida. Fou en aquest temps (1508-1534) quan la ciutat va començar a canviar definitivament la seva ubicació i es va establir al lloc de la ciutat moderna. El 1534 Iraq va passar als otomans; el paixà de Bagdad es va acontentar d'un tribut de la llunyana Bàssora, una ciutat al sud de poc interès, amenaçada pels nòmades àrabs i rodejada de maresmes, governada pel cap àrab Rashid ibn Mughadam que fins aleshores era vassall safàvida. Quan el 1546 el xeic de Bàssora va tenir actuacions massa independents els otomans hi van enviar dues expedicions que van restablir una certa autoritat del sultà.
Un intent d'independència es va produir amb la dinastia de paixàs coneguda com al-Afrasiyab (1612-1668) que van permetre l'establiment de factories europees (portugueses, holandeses, britàniques) i van facilitar l'arribada de les seves flotes amb un notable desenvolupament del comerç. El 1624 els portuguesos van ajudar a rebutjar un atac safàvida a la ciutat. Els al-Afrasiyab van haver de lluitar contra accions armades del paixà de Bagdad, amenaces del xa safàvida, intrigues de rivals locals i de les tribus Huwayza i Muntafik, i també dels estralls d'una pesta.
En endavant l'autoritat otomana fou més efectiva. Nadir Shah de Pèrsia va atacar la ciutat i la va assetjar; quan es va retirar el territori va estar per un temps quasi fora del control otomà. Del 1750 al 1850 va ser incorporat al wilayat d'Iraq sota governadors subordinats a Bagdad (mutasallim). A partir del 1749 va exercir un dels millors governadors, Abu Layla, i a partir del 1765 el més important, Sulayman el Gran. Del 1776 al 1779 va estar sota ocupació de Sadik Khan, germà de Karim Khan Zand. El 1798 Bàssora fou amenaçada per la flota del sultà de Mascat. Aquesta presència va ser aprofitada per alguns per buscar el seu suport amb l'objectiu d'obtenir el govern local, especialment el 1825. L'administració es va començar a modernitzar el 1831 després de la gran pesta que va contaminar el port i va portar el desordre més absolut a la ciutat; en aquest temps els Muntafik encara constituïen un problema, que va augmentar quan el 1849 va assolir el comandament de la tribu el seu gran cap Sadun. Després del 1850 fou restablerta com a capital d'un wilayat.
La segona meitat del segle xix fou un període de desenvolupament i va augmentar la seguretat. El 1914 el wilayat fou ocupat pels britànics. El 1920 el wilayat els fou concedit com a mandat i. unit a altres dos mandats, es va formar (1921) el regne d'Iraq. Els britànics van modernitzar el ports sota la direcció de l'enginyer George Buchanan, i Bàssora va esdevenir el port principal del nou regne.
Després del 1932, sota el govern reial, va continuar essent la capital de província (ara anomenada liwa, amb dos kadas: Abu l-Khasib i Kurna). Durant la II Guerra Mundial el port fou lloc d'arribada de subministraments aliats pels soviètics. Al final de la guerra la ciutat tenia 93.000 habitants.
El 1955 la ciutat, incloent els barris una mica allunyats de Makil i Ashar, tenia més de 200.000 habitants. Fins al 1957 no van parar de fer-se millores a la ciutat, als edificis públics, i als serveis. El descobriment de petroli el 1948 al camp de Zubayr i a altres llocs de la província va canviar en pocs anys l'economia. El 1951 va començar l'exportació per oleoducte fins al port de Fao, a la riba del golf Pèrsic. La primera refineria, a Muftiyya, es va acabar el 1952. La universitat de Bàssora es va fundar el 1964.
La població va arribar a un milió i mig d'habitants el 1977, però va baixar a 900.000 durant la guerra Iran-Iraq, a la meitat dels anys vuitanta, i potser va baixar fins i tot per sota de mig milió en alguns moments. Va patir diversos bombardeigs iranians i fou objecte de batalles com l'operació Ramadà (juliol de 1982). Al final de la primera guerra del Golf (1991), la revolta xiïta contra Saddam Husein va afectar la ciutat i part de la província, però fou ofegada en sang. Després es va imposar pels Estats Units una zona d'exclusió aèria que limitava la sobirania iraquiana. En un dels atacs americans, el 25 de gener de 1999, un míssil va impactar per error la ciutat i va causar nombrosos morts. Es van fer més de 100 incursions aèries per protegir la població xiïta del sud. Revoltats per segona vegada els xiïtes, el 1999 es van produir assassinats en massa per part de les forces de Saddam. Com a càstig, el govern iraquià va ignorar la zona i va desviar el comerç a Umm Qasr
A la segona guerra del Golf el 2003 la ciutat fou ocupada pels britànics (6 d'abril) després de la batalla de Bàssora als afores de la ciutat. A la ciutat es van imposar les faccions radicals xiïtes i en les eleccions del 2005 diversos caps xiïtes van aconseguir ser elegits. La zona va quedar sota administració britànica. El 2007 els britànics van començar la retirada que va acabar el 2009. L'Exèrcit del Mahdi és la milícia radical més poderosa.

## Agermanaments
- Bakú, Azerbaidjan
- Detroit, Michigan, Estats Units[9]